# Alexandre Erskine de Gogar
Alexandre Erskine de Gogar (mort en 1592) est un propriétaire écossais qui a été tuteur de Jacques VI d'Écosse au château de Stirling. Son père, John Erskine, était tuteur du roi Jacques V puis de Marie, reine d'Écosse.

## Carrière
Alexandre surnommé le « Maître de Mar » est seigneur des terres de Gogar et de Logie, près de Stirling. Il est le fils de John Erskine, 5e Lord Erskine et de Lady Margaret Campbell, fille d'Archibald Campbell, 2e comte d'Argyll. Il est également le frère de John Erskine devenu 1er comte de Mar le 23 juin 1565 lorsque la reine Marie recrée, à son attention, le titre nobiliaire qui était détenu par la couronne depuis 1435.
Après la mort de son frère John Erskine, comte de Mar, en 1572, Alexandre assure, à sa suite, la tutelle du jeune roi d'Écosse au château de Stirling,.
En tant que représentant de la maison Mar alors que le comte de Mar était encore mineur, Alexandre se voit offrir une pension de 150 £ par an par l'Angleterre en 1574 grâce à l'appui du régent Morton qui le recommande comme « un bon ami, fiable, puissant et de bonne réputation ». En 1575, Francis Walsingham apprend que Morton envisage de retirer des mains d'Alexandre de la tutelle du roi, ce qui n'entre pas dans ses attributions car Alexandre avait été désigné par le Parlement écossais et non par le régent. Walsingham s'inquiète de ce projet et propose à Élizabeth de tenter de circonvenir Alexandre pour en faire un allié, au cas où il ne serait pas possible de récupérer Morton.
Après que James Douglas, comte de Morton, soit contraint à démissionner de la régence d'Écosse, le 28 mars 1578, Alexandre est nommé capitaine du château d'Édimbourg à la place de George Douglas de Parkhead,. Alexandre est responsable de l'artillerie du château et du coffret de joyaux que détenait Marie, reine d'Écosse avant son exil. En janvier 1579, les clés du coffre sont confiées au trésorier de l'Écosse, William Ruthven, 1er comte de Gowrie.

## Prise du château de Stirling

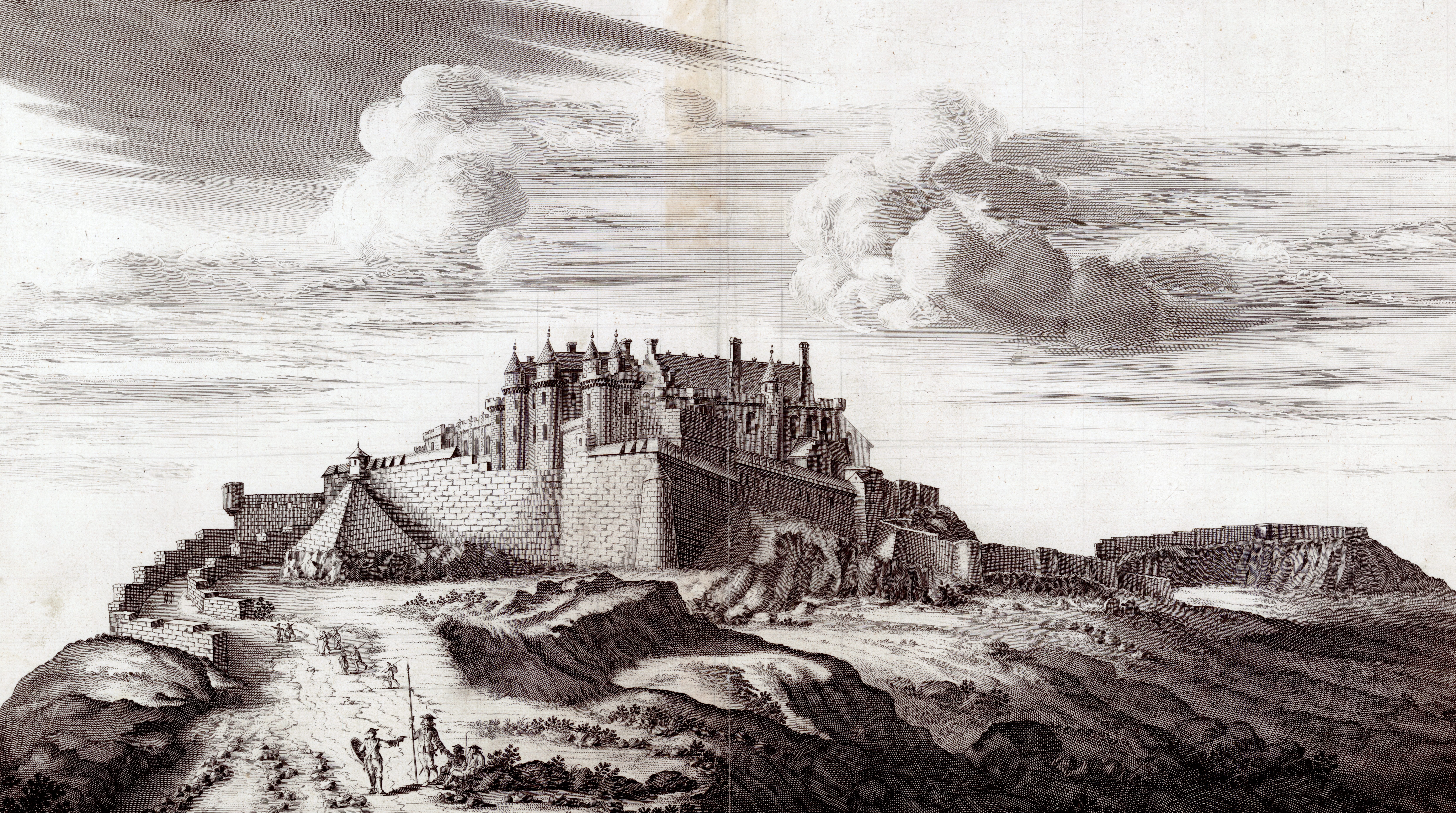
Château de Stirling

En avril 1578, Alexandre Erskine de Gogar est écarté de ses fonctions au château de Stirling par son parent Adam Erskine, abbé commendataire de Cambuskenneth et allié de l'ancien régent Morton. D'après le diplomate anglais Robert Bowes, Adam Erskine et ses cousins David Erskine commendataire de l'Abbaye de Dryburgh et John Erskine, comte de Mar, qui logeaient au château de Stirling, se présentent à la porte avec leurs hommes le samedi 28 avril 1578, sous prétexte d'aller à la chasse. Ils y rencontrent Alexandre le « Maître de Mar » et lui reprochent d'avoir abusé du comte de Mar, et d'avoir dépassé les bornes en conservant pour lui même la garde du roi et du château. Alexandre, comprenant leurs intentions, se saisit d'une hallebarde et est rejoint par ses serviteurs. Il s'ensuit une rixe au cours de laquelle l'un des hommes d'Alexandre, est sérieusement blessé.
Quand l'altercation s'apaise, Alexandre et les commendataires décident de se retirer dans la Grande Salle pour débattre de la question, bientôt rejoints par le comte d'Argyll en arme et avec ses hommes, prêt à en découdre. Tout le monde tombe finalement d'accord pour céder au comte de Mar et ils décident d'un retour au calme et à la concorde afin de calmer le jeune roi qui était effrayé et s'arrachait les cheveux de peur qu'Alexandre ne soit tué.
Le « Maître de Mar », les comte d'Argyll et de Mar, les deux commendataires et M. Buchanan décident d'avertir, par courrier, le Conseil d'Écosse de l'incident en précisant que les deux parties sont réconciliées et que rien n'a changé qui soit de nature à affecter le gouvernement écossais. A noter qu'au cours de l'accrochage, le fils ainé d'Alexandre est tellement bousculé par le mouvement de foule qu'il décède de ses blessures le lendemain.

Signature d'Élizabeth I

En dépit des lettres lénifiantes envoyées au Conseil, la passation de pouvoir au château permet à l'ancien régent Morton d'avoir à nouveau accès au roi et de restaurer ainsi une partie de son pouvoir. Le 20 mai, Élisabeth Ire d'Angleterre envoie un courrier au jeune roi d'Écosse pour lui conseiller de prendre l'ancien régent Morton comme conseiller ainsi qu'un autre courrier à Morton pour le remercier de la « constante et amicale dévotion » qu'il a toujours montré à son égard quand il était au pouvoir et de son désagrément constater la discorde qui règne entre lui et la noblesse d'Écosse. Elle envoie également une lettre de soutien au comte de Mar. Morton niera plus tard toute implication dans les événements du château de Stirling.

### Analyse par  David Hume de Godscroft

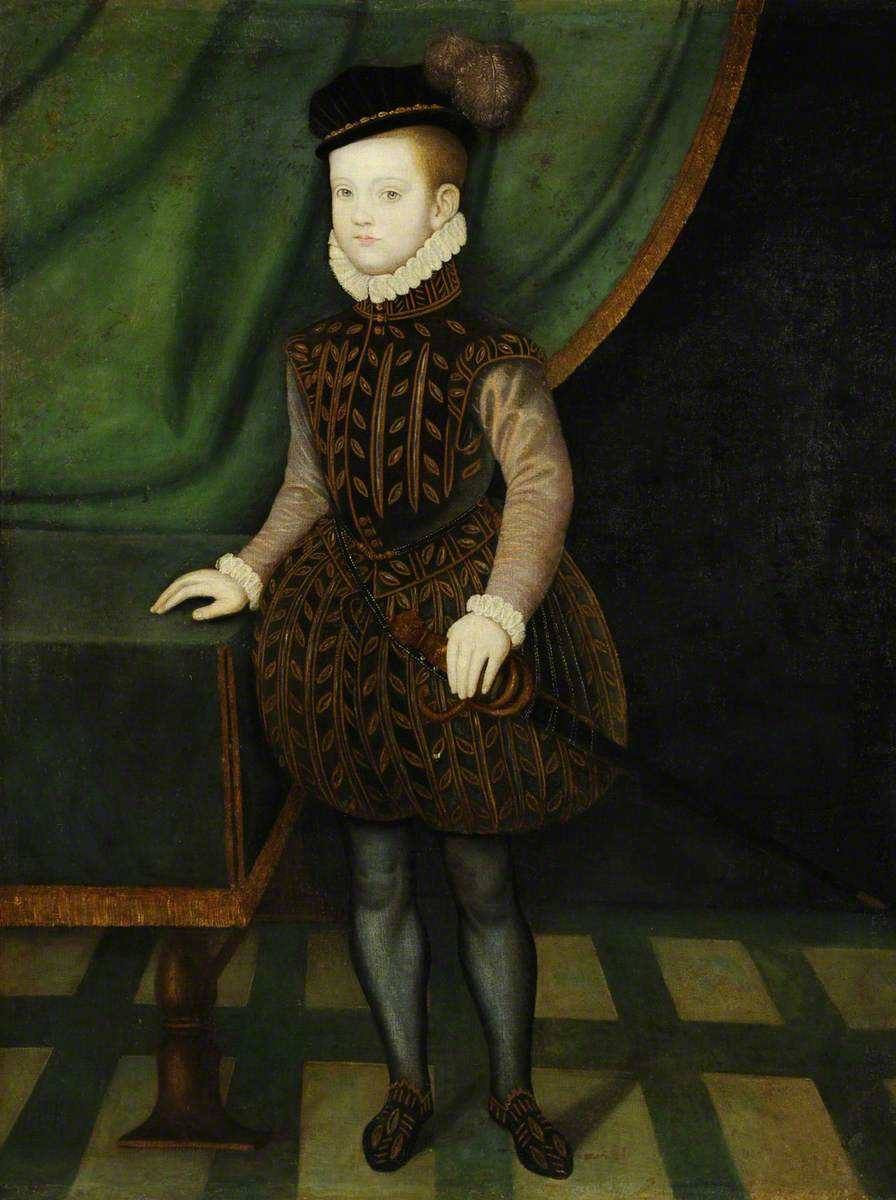
Probablement Jacques VI enfant

David Hume de Godscroft, historien du XVIIe siècle, remarque qu'il n'y a aucune preuve concernant l'implication de Morton. Il considère qu'Erskine de Gogar est un homme d'une nature facile, sans mauvaise disposition ni malveillance mais qu'il est l'instrument d'autres personnes, tout d'abord en permettant aux opposants de Morton d'avoir accès au roi puis, de la même façon, en se laissant supplanter au Château de Stirling par des partisans de Morton. Hume de Godscroft suggère, sans aucune preuve, que le contrôleur général des finances, William Murray of Tullibardine aurait pu être à l'origine de l'expulsion de Gogar et qu'il aurait été instrumentalisé par Morton.

## Député Chambellan
Le 23 Decembre 1583 Ludovic Stewart, 2e Duc de Lennox est fait Grand Chambellan d'Écosse et premier gentilhomme de la chambre du roi, comme l'avait été son père avant lui. Alexandre Erskine, capitaine du château d'Édimbourg, devient son adjoint. Son rôle consiste notamment à recueillir les serments de fidélité au roi des autres officiers, huissiers et valets de la chambre à coucher. En décembre 1584 Erskine reçoit, en cadeau du roi, une gratification et des terres pour son travail en tant que capitaine du château d'Édimbourg et gardien de la maison du roi à Stirling pendant la minorité de Jacques VI.
Le « Maître de Mar » décède en 1592.

## Famille

### Union et descendance
En 1564 Alexandre épouse Margaret Home, une fille de George Home, 4e Lord Home et Mariotta Haliburton. Ils ont pour enfants Thomas Erskine, 1er comte de Kellie ; Mary Erskine (d. 1614), épouse de Dugald Campbell d'Auchenbreck ; James Erskine, qui épouse Marie Erskine, fille d'Adam Erskine, Commendataire de Cambuskenneth le 17 may 1594 ; George Erskine d'Innerteil, père de Margaret Erskine, elle-même mère de George Mackenzie, 1er comte de Cromartie ; Jonet Erskine, épouse d'abord George Auchinleck de Balmanno (d. 1596), domestique secret du Regent Morton, puis John Leslie de Balquhain ; Christian Erskine, qui épouse Alexandre Home de Manderston en 1579.

### Fratrie
|  |  |                                              |                                              |                                              |                                              |                                              |                                              |  |  |                                         |                                         |                                         |                                         |                                         |                                         |  |  |                                             |                                             |                                             |                                             |                                             |                                             |  |  | John Erskine 5e Lord Erskine      | John Erskine 5e Lord Erskine      | John Erskine 5e Lord Erskine      | John Erskine 5e Lord Erskine      | John Erskine 5e Lord Erskine      | John Erskine 5e Lord Erskine      |  |  | Margaret Campbell | Margaret Campbell | Margaret Campbell | Margaret Campbell | Margaret Campbell | Margaret Campbell |  |  |                                                |                                                |                                                |                                                |                                                |                                                |  |  |                       |                       |                       |                       |                       |                       |  |  |                                        |                                        |                                        |                                        |                                        |                                        |  |  |  |  |  |  |
|  |  |                                              |                                              |                                              |                                              |                                              |                                              |  |  |                                         |                                         |                                         |                                         |                                         |                                         |  |  |                                             |                                             |                                             |                                             |                                             |                                             |  |  | John Erskine 5e Lord Erskine      | John Erskine 5e Lord Erskine      | John Erskine 5e Lord Erskine      | John Erskine 5e Lord Erskine      | John Erskine 5e Lord Erskine      | John Erskine 5e Lord Erskine      |  |  | Margaret Campbell | Margaret Campbell | Margaret Campbell | Margaret Campbell | Margaret Campbell | Margaret Campbell |  |  |                                                |                                                |                                                |                                                |                                                |                                                |  |  |                       |                       |                       |                       |                       |                       |  |  |                                        |                                        |                                        |                                        |                                        |                                        |  |  |  |  |  |  |
|  |  |                                              |                                              |                                              |                                              |                                              |                                              |  |  |                                         |                                         |                                         |                                         |                                         |                                         |  |  |                                             |                                             |                                             |                                             |                                             |                                             |  |  |                                   |                                   |                                   |                                   |                                   |                                   |  |  |                   |                   |                   |                   |                   |                   |  |  |                                                |                                                |                                                |                                                |                                                |                                                |  |  |                       |                       |                       |                       |                       |                       |  |  |                                        |                                        |                                        |                                        |                                        |                                        |  |  |  |  |  |  |
|  |  |                                              |                                              |                                              |                                              |                                              |                                              |  |  |                                         |                                         |                                         |                                         |                                         |                                         |  |  |                                             |                                             |                                             |                                             |                                             |                                             |  |  |                                   |                                   |                                   |                                   |                                   |                                   |  |  |                   |                   |                   |                   |                   |                   |  |  |                                                |                                                |                                                |                                                |                                                |                                                |  |  |                       |                       |                       |                       |                       |                       |  |  |                                        |                                        |                                        |                                        |                                        |                                        |  |  |  |  |  |  |
|  |  | John Erskine 1er comte de Mar † c.1572       | John Erskine 1er comte de Mar † c.1572       | John Erskine 1er comte de Mar † c.1572       | John Erskine 1er comte de Mar † c.1572       | John Erskine 1er comte de Mar † c.1572       | John Erskine 1er comte de Mar † c.1572       |  |  | Robert Erskine                          | Robert Erskine                          | Robert Erskine                          | Robert Erskine                          | Robert Erskine                          | Robert Erskine                          |  |  | Thomas Erskine                              | Thomas Erskine                              | Thomas Erskine                              | Thomas Erskine                              | Thomas Erskine                              | Thomas Erskine                              |  |  | Alexandre Erskine de Gogar † 1592 | Alexandre Erskine de Gogar † 1592 | Alexandre Erskine de Gogar † 1592 | Alexandre Erskine de Gogar † 1592 | Alexandre Erskine de Gogar † 1592 | Alexandre Erskine de Gogar † 1592 |  |  | Catherine Erskine | Catherine Erskine | Catherine Erskine | Catherine Erskine | Catherine Erskine | Catherine Erskine |  |  | Margaret Erskine 1515 - 1572                   | Margaret Erskine 1515 - 1572                   | Margaret Erskine 1515 - 1572                   | Margaret Erskine 1515 - 1572                   | Margaret Erskine 1515 - 1572                   | Margaret Erskine 1515 - 1572                   |  |  | Jacques V 1512 - 1542 | Jacques V 1512 - 1542 | Jacques V 1512 - 1542 | Jacques V 1512 - 1542 | Jacques V 1512 - 1542 | Jacques V 1512 - 1542 |  |  | Arthur Erskine de Blackgrange † c.1571 | Arthur Erskine de Blackgrange † c.1571 | Arthur Erskine de Blackgrange † c.1571 | Arthur Erskine de Blackgrange † c.1571 | Arthur Erskine de Blackgrange † c.1571 | Arthur Erskine de Blackgrange † c.1571 |  |  |  |  |  |  |
|  |  | John Erskine 1er comte de Mar † c.1572       | John Erskine 1er comte de Mar † c.1572       | John Erskine 1er comte de Mar † c.1572       | John Erskine 1er comte de Mar † c.1572       | John Erskine 1er comte de Mar † c.1572       | John Erskine 1er comte de Mar † c.1572       |  |  | Robert Erskine                          | Robert Erskine                          | Robert Erskine                          | Robert Erskine                          | Robert Erskine                          | Robert Erskine                          |  |  | Thomas Erskine                              | Thomas Erskine                              | Thomas Erskine                              | Thomas Erskine                              | Thomas Erskine                              | Thomas Erskine                              |  |  | Alexandre Erskine de Gogar † 1592 | Alexandre Erskine de Gogar † 1592 | Alexandre Erskine de Gogar † 1592 | Alexandre Erskine de Gogar † 1592 | Alexandre Erskine de Gogar † 1592 | Alexandre Erskine de Gogar † 1592 |  |  | Catherine Erskine | Catherine Erskine | Catherine Erskine | Catherine Erskine | Catherine Erskine | Catherine Erskine |  |  | Margaret Erskine 1515 - 1572                   | Margaret Erskine 1515 - 1572                   | Margaret Erskine 1515 - 1572                   | Margaret Erskine 1515 - 1572                   | Margaret Erskine 1515 - 1572                   | Margaret Erskine 1515 - 1572                   |  |  | Jacques V 1512 - 1542 | Jacques V 1512 - 1542 | Jacques V 1512 - 1542 | Jacques V 1512 - 1542 | Jacques V 1512 - 1542 | Jacques V 1512 - 1542 |  |  | Arthur Erskine de Blackgrange † c.1571 | Arthur Erskine de Blackgrange † c.1571 | Arthur Erskine de Blackgrange † c.1571 | Arthur Erskine de Blackgrange † c.1571 | Arthur Erskine de Blackgrange † c.1571 | Arthur Erskine de Blackgrange † c.1571 |  |  |  |  |  |  |
|  |  |                                              |                                              |                                              |                                              |                                              |                                              |  |  |                                         |                                         |                                         |                                         |                                         |                                         |  |  |                                             |                                             |                                             |                                             |                                             |                                             |  |  |                                   |                                   |                                   |                                   |                                   |                                   |  |  |                   |                   |                   |                   |                   |                   |  |  |                                                |                                                |                                                |                                                |                                                |                                                |  |  |                       |                       |                       |                       |                       |                       |  |  |                                        |                                        |                                        |                                        |                                        |                                        |  |  |  |  |  |  |
|  |  | John Erskine 2e comte de Mar † c.1558 - 1634 | John Erskine 2e comte de Mar † c.1558 - 1634 | John Erskine 2e comte de Mar † c.1558 - 1634 | John Erskine 2e comte de Mar † c.1558 - 1634 | John Erskine 2e comte de Mar † c.1558 - 1634 | John Erskine 2e comte de Mar † c.1558 - 1634 |  |  | David Erskine Commendataire de Dryburgh | David Erskine Commendataire de Dryburgh | David Erskine Commendataire de Dryburgh | David Erskine Commendataire de Dryburgh | David Erskine Commendataire de Dryburgh | David Erskine Commendataire de Dryburgh |  |  | Adam Erskine Commendataire de Cambuskenneth | Adam Erskine Commendataire de Cambuskenneth | Adam Erskine Commendataire de Cambuskenneth | Adam Erskine Commendataire de Cambuskenneth | Adam Erskine Commendataire de Cambuskenneth | Adam Erskine Commendataire de Cambuskenneth |  |  |                                   |                                   |                                   |                                   |                                   |                                   |  |  |                   |                   |                   |                   |                   |                   |  |  | James Stuart 1er comte de Moray c. 1532 - 1570 | James Stuart 1er comte de Moray c. 1532 - 1570 | James Stuart 1er comte de Moray c. 1532 - 1570 | James Stuart 1er comte de Moray c. 1532 - 1570 | James Stuart 1er comte de Moray c. 1532 - 1570 | James Stuart 1er comte de Moray c. 1532 - 1570 |  |  |                       |                       |                       |                       |                       |                       |  |  |                                        |                                        |                                        |                                        |                                        |                                        |  |  |  |  |  |  |
|  |  | John Erskine 2e comte de Mar † c.1558 - 1634 | John Erskine 2e comte de Mar † c.1558 - 1634 | John Erskine 2e comte de Mar † c.1558 - 1634 | John Erskine 2e comte de Mar † c.1558 - 1634 | John Erskine 2e comte de Mar † c.1558 - 1634 | John Erskine 2e comte de Mar † c.1558 - 1634 |  |  | David Erskine Commendataire de Dryburgh | David Erskine Commendataire de Dryburgh | David Erskine Commendataire de Dryburgh | David Erskine Commendataire de Dryburgh | David Erskine Commendataire de Dryburgh | David Erskine Commendataire de Dryburgh |  |  | Adam Erskine Commendataire de Cambuskenneth | Adam Erskine Commendataire de Cambuskenneth | Adam Erskine Commendataire de Cambuskenneth | Adam Erskine Commendataire de Cambuskenneth | Adam Erskine Commendataire de Cambuskenneth | Adam Erskine Commendataire de Cambuskenneth |  |  |                                   |                                   |                                   |                                   |                                   |                                   |  |  |                   |                   |                   |                   |                   |                   |  |  | James Stuart 1er comte de Moray c. 1532 - 1570 | James Stuart 1er comte de Moray c. 1532 - 1570 | James Stuart 1er comte de Moray c. 1532 - 1570 | James Stuart 1er comte de Moray c. 1532 - 1570 | James Stuart 1er comte de Moray c. 1532 - 1570 | James Stuart 1er comte de Moray c. 1532 - 1570 |  |  |                       |                       |                       |                       |                       |                       |  |  |                                        |                                        |                                        |                                        |                                        |                                        |  |  |  |  |  |  |
|  |  | John Erskine 3e comte de Mar 1585 – 1654     |                                              |                                              |                                              |                                              |                                              |  |  |                                         |                                         |                                         |                                         |                                         |                                         |  |  |                                             |                                             |                                             |                                             |                                             |                                             |  |  |                                   |                                   |                                   |                                   |                                   |                                   |  |  |                   |                   |                   |                   |                   |                   |  |  |                                                |                                                |                                                |                                                |                                                |                                                |  |  |                       |                       |                       |                       |                       |                       |  |  |                                        |                                        |                                        |                                        |                                        |                                        |  |  |  |  |  |  |